# ムネアカルリノジコ
ムネアカルリノジコ （学名：Passerina amoena）は、スズメ目フウキンチョウ科に分類される鳥類の一種。

## 分布
北米